# 卡富謝拉
卡富謝拉（法語：Kafouziéla），是馬里的城鎮，位於該國西南部，由錫卡索區的錫卡索省負責管轄，處於錫卡索以北14公里，面積59平方公里，1998年人口4,589，人口密度每平方公里78人。